# Adolph Ribbing
Adolph Ludvig Ribbing, senare Adolph de Leuven, född 10 januari 1765 i Stockholm, död 1 april 1843 i Paris, var en svensk greve och politiker. Han var son till Fredrik Ribbing och Eva Helena Löwen, far till Adolphe de Leuven. Han dömdes till döden för sin inblandning i mordet på Gustav III, men benådades sedan och landsförvisades.

## Biografi
Adolph Ribbing tillbringade större delen av sina barndom vid Lovisa Ulrikas hov med sina föräldrar. Modern var känd som "modets drottning" och för sin skönhet och sina romanser i Stockholm och gunstling hos Lovisa Ulrika. Även Gustav III beundrade henne men kom i konflikt med henne då hon tog Lovisa Ulrikas sida i dennas konflikt med honom.
År 1777 blev han fänrik vid Livgardet, och fick militär undervisning i Berlin och Paris. 1785 blev han löjtnant vid Livgardet.
Vid det laget hade han utvecklat ett hat mot Gustav III, vilket förstärktes när Charlotta Eleonora De Geer, hans kärlek, giftes bort av kungen. Detta ledde till att Ribbing år 1788 utmanade De Geers trolovade, riksmarskalk greve Hans Henrik von Essen, på duell. Förlovningen ogillades även vid hovet av sympati för Augusta von Fersen, med vilken Essen sedan många år hade ett förhållande. Duellen utkämpades i kungliga ridhuset i närvaro av flera officerare och ledde till att Essen blev lindrigt skadad. Duellen gjorde skandal och betraktades som ett majestätsbrott.
Den starkast bidragande orsaken till Ribbings hat mot Gustav III antas dock förutom livsomständigheter varit att han influerades av de ideologiska strömningarna som emanerade från Frankrike.

### Mordet på Gustav III
1788 kommenderade kungen Ribbing till Vaxholms fästning vilket han såg som en förolämpning och tog avsked från armén. Han deltog i riksdagen 1789 men de närmaste åren därefter verkar han ha varit utan sysselsättning. År 1792 träffade han Claes Fredrik Horn och Jacob Johan Anckarström, och Ribbing verkar ha spelat en central roll i komplotten bakom mordet på Gustav III.
Ribbing var en betydligt mer målmedveten och kallblodig natur än Anckarström och Horn. Det var han som satte form på mordplanen. Anckarström var för den stolte aristokraten Ribbing bara ett underordnat verktyg. I sina memoarer talar Ribbing om honom som "en obscur person", en fanatiker som av personligt hat ställt sig till mera upplysta revolutionsmäns förfogande.
Under själva maskeradbalen tycks Ribbing ha varit förvirrad, och han befann sig långt ifrån dådet då det skedde. Medkumpanerna angav honom dock, han erkände och dömdes i maj 1792 till döden och fråntogs sitt adelskap, men benådades och landsförvisades. Han antog efter mordet namnet de Leuven.

### Landsförvisningen
Han vistades en tid i Köpenhamn och flyttade sedan till revolutionslandet Frankrike. Skräckväldets fasor blev dock outhärdliga för honom på nära håll. Han flyttade över till Schweiz och var nu glad över att ha sluppit ifrån "de blodtörstiga fransoserna, som träla under den gruvligaste despotism och hava förvandlat sitt gudomliga land i en blodsölad bödelshåla". I Schweiz hade han ett kärleksförhållande med Germaine de Staël.
Under en tid ägde han herrgården Aldershvile utanför Köpenhamn. Där levde han en lantbrukares lugna liv. Men snart var han tillbaka i Paris salonger. År 1799 gifte han sig med Adèle Billard d'Aubigny, en före detta fransk nunna som Alexander Dumas den äldre beskrivit som "den mest fullkomliga bland kvinnor". Han slog sig nu ned på en fransk lantegendom och levde som godsägare och vinodlare, tills den monarkistiska reaktionen kom och förjagade honom från Frankrike.
Efter några års verksamhet som tidningsman i Bryssel kom han dock tillbaka och tillbringade de två sista årtiondena av sitt liv i Paris som medarbetare på ett par tidningar. Han försökte förgäves utverka tillstånd av Karl XIV Johan att få återvända till Sverige.
Under de sista åren av sitt liv bodde han hos sin son. Han dog först 1843, 78 år gammal. In i det sista behöll han sin viljekraft oförminskad, och ännu vid 71 års ålder åtnjöt han så god hälsa att han inte kände något tecken till ålderdomsskröplighet eller några kroppsliga plågor. Däremot plågades han ofta av mardrömmar och hallucinationer, som fick honom att störta upp ur bädden och ibland ledde till att han anträffades avsvimmad på golvet.
Några spår av ånger över kungamordet finns dock inte i de skriftliga vittnesbörd som han lämnat efter sig. Hatet mot Gustav III följde honom tvärtom till livets slut, och av hans efterlämnade papper framgår att han aldrig upphörde att anse attentatet den 16 mars 1792 som en patriotisk bragd.

## I populärkulturen
- I den historiska miniserien Sammansvärjningen från 1986 spelas Ribbing av skådespelaren Stefan Sauk[8] och framställs som en frihetsvurmare.
- I den historiska miniserien Macklean från 1993 framställs han av skådespelaren Fredrik Dolk.